# Uniwersytet Papieski w Salamance
Uniwersytet Papieski w Salamance, Papieski Uniwersytet w Salamance (hiszp. Universidad Pontificia de Salamanca) – hiszpański uniwersytet katolicki (niepubliczny), założony w 1940 roku, z główną siedzibą w Salamance oraz oddziałami w Oviedo i Madrycie. 
Jego celem jest „zagwarantowanie instytucjonalnie chrześcijańskiej obecności w świecie uniwersyteckim w obliczu wielkich problemów społeczeństwa i kultury”.
W roku akademickim 2013/2014 kształciło się na nim  6745 studentów.